# Worms: Battle Islands
Worms: Battle Islands est un jeu vidéo d'artillerie au tour par tour, développé par Team17 et édité sur Wii par THQ, et sur PlayStation Portable par Sony Computer Entertainment.

## Système de jeu
Worms: Battle Islands reprend le principe des précédents opus 2D de la série. Il s'agit d'un jeu d'artillerie au tour par tour dans lequel chaque joueur contrôle successivement un ver. Le joueur (ou l'intelligence artificielle) choisit ensuite une arme ou un outil et l'utilise pour tirer sur un ver ennemi, détruire le terrain, etc.

## Accueil
Des erreurs de traduction pour la version française sont présentes dans certains menus et autres.[réf. nécessaire] Selon Jeuxvideo.com, le jeu possède des améliorations notables par rapport à Worms : L'Odyssée spatiale.